# Watrinsart
Watrinsart ou Watrinsau est un hameau de la ville belge de Florenville situé en Région wallonne dans la province de Luxembourg.
Il fait partie de la section de Muno.

## Géographie
Le hameau est situé au nord-est de Lambermont, à mi-chemin entre Muno à l’ouest et Fontenoille à l’est.